# Chirosia abundepilosa
Chirosia abundepilosa este o specie de muște din genul Chirosia, familia Anthomyiidae. A fost descrisă pentru prima dată de Willi Hennig în anul 1974. Conform Catalogue of Life specia Chirosia abundepilosa nu are subspecii cunoscute.